# Denise Daems
Denise Daems (Antwerpen, 16 maart 1943 – Lesbos, 4 juli 2002) was een Belgisch actrice. Ze speelde vooral gastrollen in enkele Vlaamse series. Ze overleed tijdens haar vakantie op 59-jarige leeftijd na een allergische reactie op een insectenbeet.
Ze was getrouwd met collega-acteur Theo Van Baarle.

## Filmografie
- De Vermeire explosion (2001) - Manuella
- F.C. De Kampioenen (1996) - Madeleine Dubois-De Backer
- De Familie Backeljau (1995-1997) - Agnes De Vis
- Nonkel Jef (1996-1997) - Bertha
- Heterdaad (1996) - Liddy Goderis
- Wittekerke (1995) - Mevrouw Servotte
- Langs de Kade (1993) - onbekend
- Commissaris Roos (1992) - Jenny
- Drie mannen onder een dak (1991) - Ava
- Nonsens (televisiefilm, 1991) - Zuster Maria-Regina
- Maman (televisiefilm, 1990) - Dame van het crematorium
- De schietspoeldynastie (televisiefilm, 1989) - Moeder overste
- Dr. Tritsmans (korte film, 1988) - onbekend
- Dodo, Merel, Pit en Flo (televisiefilm, 1981) - Pit